# HMS Challenger (1902)
Pour les autres navires du même nom, voir HMS Challenger.
Pour les articles homonymes, voir Challenger.
Le HMS Challenger est un croiseur protégé de classe Challenger (en) de la Royal Navy.

## Histoire
Le Challenger entre en service le 30 mai 1904, se déplaçant immédiatement vers l'Australia Station. Il doit embarquer des Australiens et des Néo-Zélandais dès que possible à son arrivée à la station et devenir le navire de guerre indigène le plus puissant.
Depuis le 26 mars 1904, le vaisseau amiral de la station est le croiseur cuirassé Euryalus, le Challenger, à son arrivée en juillet 1904, est le premier croiseur de deuxième classe. Comme eux, le croiseur de troisième classe Psyche, présent dans la station depuis 1903, est destiné à former les locaux au service naval. De plus, cinq anciens croiseurs de classe Pearl (en) sont en service depuis 1891, dont le Tauranga, le Katoomba et le Mildura servent de navires pour la formation initiale. Ils sont retirés à partir de 1904 et les derniers à quitter l'Australie sont le Katoomba et Wallaroo en janvier 1906.
Avec le vaisseau amiral Euryalus et le Psyche, le Challenger visite la Nouvelle-Zélande en février 1905, où le Challenger reste un peu plus longtemps, ce qu'il répète plusieurs fois au cours de son service sur la station. À partir de 1905, l'inventaire de la station australienne est rempli par d'autres croiseurs de la classe Pelorus (en), dont cinq (Psyche, Pegasus, Prometheus, Pioneer et Pyramus) des neuf croiseurs de la classe arrivent finalement en Australie. Le Pioneer et le Pyramus commencent ensemble le voyage ; le Pyramus a des difficultés considérables avec les chaudières, il doit être remorqué parfois par le sister-ship et n'arrive en Australie qu'en janvier 1906. En décembre 1905, le vaisseau amiral Euryalus est relevé et remplacé par l'ancien croiseur protégé Powerful. L'ancien croiseur Cambrian, qui doit devenir le dernier navire amiral de l'Australia Station en 1913, arrive également en Australie juste avant Noël. Le dernier renfort de la station australienne est le sister-ship du Challenger, l'Encounter, en février.
En avril 1906, la marine australienne naissante compte 525 hommes sur des navires actifs, dont 267 hommes servent sur le Challenger. Le croiseur effectue son premier remplacement d'équipage à Singapour en juillet 1906, où il succède au Argonaut. Il transporte principalement des remplaçants pour la China Station et se dirige vers Hong Kong. Le prochain échange a lieu à Sydney en 1908, où le Challenger prend la relève du Gibraltar. Le remplaçant avait auparavant formé l'équipage du Dido. Les besoins du Challenger ont entre-temps fortement diminué puisque l'équipage est désormais composé à 60% d'Australiens.
En 1911, le Challenger entreprend un voyage à travers le Pacifique pour se rendre au Chili avec le croiseur cuirassé Kent de la China Station. La visite est une reconnaissance tardive de l'indépendance centenaire de l'État sud-américain. Le Challenger quitte Sydney le 14 février, fait escale à Tahiti, Pitcairn et l'île de Pâques pour rejoindre le croiseur blindé à Caldera, au Chili. Deux jours avant d'atteindre la destination, où ils veulent reprendre du charbon, tous deux entrent en contact radio. Le 5 avril, les deux navires britanniques arrivent à Valparaíso, où ils sont 14 jours. Le voyage de retour du Challenger est d'abord avec le Kent. Les croiseurs britanniques visitent Iquique, Callao, Panama, San Salvador, San Jose, Acapulco et Los Angeles. De retour à leurs postes, ils se séparent à Honolulu. Le Challenger retourne à Sydney par les Fidji et la Nouvelle-Zélande le 20 août après un voyage de 24 000 milles.
En janvier 1912, le croiseur cuirassé Drake reprend les fonctions de navire amiral du HMS Powerful à Colombo. Entre-temps, la décision est prise de former une propre marine australienne et un programme de construction de navires moderne est lancé à cet effet. Dans le cadre des dispositions transitoires, le Challenger retourne en Europe tandis que son sister-ship, Encounter, continue à former des marines australiens avec un équipage permanent. Avant le départ du Challenger, cependant, l'ancien croiseur Cambrian doit retourner en Australie depuis la Chine. Début septembre 1912, le Challenger retourne en Angleterre après huit ans à l'Australia Station.
Au début de la Première Guerre mondiale, le HMS Challenger est affecté à la 9e escadre de croiseurs à l'île de Portland, censé sécuriser le canal de Bristol contre d'éventuels poseurs de mines et détourner des navires marchands allemands. Le cargo allemand Ulla Boog en route d'Arkhangelsk vers le Pays de Galles est saisi par le Challenger.
À la mi-août, le croiseur se déplace avec l’Argonaut vers la station du cap Finisterre, commandée par l'amiral John de Robeck, pour remplacer le Highflyer, déplacé plus au sud. Le 30 août, le Challenger est alors envoyé de Madère en Afrique de l'Ouest pour participer à l'attaque contre la colonie allemande du Cameroun avec le croiseur cuirassé Cumberland et le croiseur français Bruix. Il amène le brigadier général Charles Macpherson Dobell et son état-major sur les lieux.
Le 25 septembre 1914, le Challenger brise les barrières à l'entrée de Douala. Tous les équipements superflus avaient été abandonnés pour réduire le tirant d'eau du navire. Deux jours plus tard, Douala, la principale ville de la colonie allemande, capitule. Cependant, les combats pour le Cameroun se poursuivent. En janvier 1915, le Challenger bloque Edéa, qui ne peut attendre aucune aide de l'extérieur. Le commandement du croiseur est repris par le capitaine Cyril Fuller, qui avait précédemment commandé le Cumberland, parti vers l'Angleterre. Pour compenser le manque d'armes de la force d'invasion, le Challenger dépose un canon de marine de 12 pouces QF 12. Lorsque le Challenger est remplacé fin avril par l'ancien croiseur Astraea, le capitaine Fuller change à nouveau de commandement et reste commandant de la marine au large du Cameroun.
Le Challenger se déplace vers la côte de l'Afrique orientale allemande au printemps 1915 pour participer à l'anéantissement du croiseur allemand Königsberg piégé dans le delta du Rufiji. Il est par intérim le vaisseau amiral du commandant suprême, car le Hyacinth est en révision. Le 29 septembre 1915, avec le croiseur Hyacinth, il détruit le Präsident, navire de la DOAL, à Lindi et le 23 mars 1916, avec le cuirassé Vengeance, le Tabora au large de Dar es Salam. Entre-temps, il mène des attaques sur d'autres tronçons de côte avec le monitor Mersey et accompagné d'un transport vide, afin de simuler des intentions de débarquement et de forcer la troupe coloniale à se disperser davantage. Le 13 juin 1916, ils bombardent Dar es Salam, la capitale de la colonie allemande. Il reste au large de l'Afrique de l'Est jusqu'en 1918, car il n'est pas possible d'y éliminer définitivement les forces allemandes.
Le 3 février 1919, le HMS Challenger entame la marche de retour de la station du cap de Bonne-Espérance vers l'Angleterre. En 1920, le Challenger est vendu pour démolition.